# アルハンブラ (カリフォルニア州)
アルハンブラ（Alhambra）は、アメリカ合衆国カリフォルニア州のロサンゼルス郡にある都市。人口は8万2868人（2020年）。ロサンゼルス・ダウンタウンの東12キロメートルに位置している。

## 概要
市名はスペイン・グラナダのアルハンブラ宮殿に由来している。政治家で地主のベンジャミン・デイビス・ウィルソンの娘が旅行記「アルハンブラ物語」を読んで感銘を受け、父に提案したという。
2020年アメリカ合衆国国勢調査によれば、市の人口の51パーセントはアジア系であり、その大半は中国系アメリカ人である。近隣のモントレーパークやサンガブリエルも同様の民族構成となっている。